# Classe Benson
La classe Benson fu una classe di cacciatorpediniere della United States Navy composta da 30 unità, varate a partire dal 1939 e attive durante la seconda guerra mondiale.
Le unità di questa classe erano molto simili alla successiva classe Gleaves, da cui si distinguevano solo per pochi dettagli; erano inoltre un derivato della precedente classe Sims, di cui costituivano un potenziamento.

## Costruzione

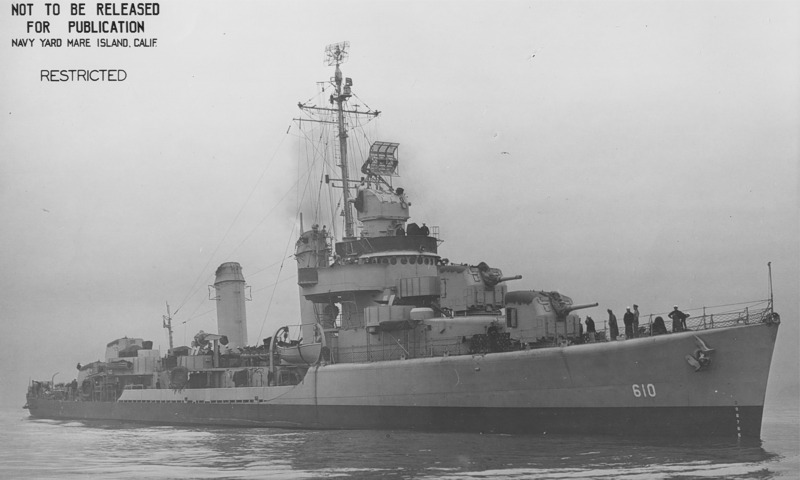
Il cacciatorpediniere Hobby

Lo scafo era costruito con un alto bordo libero, con un ponte in più verso prua, che peraltro causava un incremento degli sforzi in certe parti dello scafo durante le tempeste. L'apparato motore, che sfogava su due fumaioli, per motivi di sicurezza era collocato in due locali caldaie separati. Le navi erano armate con cinque cannoni da 127 mm e dieci lanciasiluri da 533 mm in due impianti quintupli. Poco dopo lo scoppio della guerra venne sbarcato un impianto lanciasiluri e un cannone, per un totale a quel punto di quattro cannoni e cinque tubi lanciasiluri.

## Dopoguerra
Tre unità della classe andarono perdute in azione durante gli eventi della seconda guerra mondiale; nel dopoguerra le unità della classe Benson furono poste in disarmo e vennero progressivamente radiate, con alcune usate come navi-bersaglio.
Tre unità della classe, dismesse dalla US Navy, vennero esportate verso marine di nazioni amiche: la Repubblica di Cina acquisì due unità (gli ex USS Benson e USS Hilary P. Jones, ribattezzati rispettivamente Lo Yang (DD-14) e Han Yang (DD-15)), mentre la Marina Militare italiana ricevette lo USS Woodworth, rinominato Artigliere con distintivo ottico D 553.

## Unità della classe Benson
- USS Benson (DD-421)
- USS Mayo (DD-422)
- USS Madison (DD-425)
- USS Lansdale (DD-426)
- USS Hilary P. Jones (DD-427)
- USS Charles F. Hughes (DD-428)
- USS Laffey (DD-459)
- USS Woodworth (DD-460)
- USS Farenholt (DD-491)
- USS Bailey (DD-492)
- USS Bancroft (DD-598)
- USS Barton (DD-599)
- USS Boyle (DD-600)
- USS Champlin (DD-601)
- USS Meade (DD-602)
- USS Murphy (DD-603)
- USS Parker (DD-604)
- USS Caldwell (DD-605)
- USS Coghlan (DD-606)
- USS Frazier (DD-607)
- USS Gansevoort (DD-608)
- USS Gillespie (DD-609)
- USS Hobby (DD-610)
- USS Kalk (DD-611)
- USS Kendrick (DD-612)
- USS Laub (DD-613)
- USS Mackenzie (DD-614)
- USS McLanahan (DD-615)
- USS Nields (DD-616)
- USS Ordronaux (DD-617)